# KPV
A KPV (oroszul: КПВ – Крупнокалиберный пулемёт Владимирова / Krupnokalibernyij pulemjot Vlagyimirova, magyarul: Vlagyimirov-nehézgéppuska) a Szovjetunióban kifejlesztett és gyártott léghűtéses, 14,5 mm-es nehézgéppuska, mely a 14,5×114 mm töltényt tüzeli. GRAU-kódja 56–P–562.

## Története
Elsősorban gyalogsági géppuskaként állították szolgálatba PKP jelzéssel 1949-ben. Az 1960-as években ennek a gyártását leállították, mert túlzott mérete és nagy tömege miatt nem felelt meg gyalogsági célokra. Később áttervezték légvédelmi feladatokra, mivel a lövedék külballisztikai teljesítménye kielégítőnek bizonyult 3 km-es vízszintes és 2 km-es függőleges tűzirányokban, alacsonyan repülő légi célok ellen. Elsősorban a ZPU vontatott légvédelmigéppuska-sorozatban – ZPU–1, ZPU–2, ZPU–4 – alkalmazták. Mérete és teljesítménye azonban megfelelt a könnyű páncélzatú szárazföldi célok leküzdésére is, így a BTR járműcsalád – BTR–60, BTR–70, BTR–80 – és a BRDM–2 felderítő páncélgépkocsi főfegyverzeteként is alkalmazzák. A Magyar Néphadsereg is hadrendbe állította, a magyar fejlesztésű PSZH szállító harcjárműbe is beépítették.. Napjainkban a Magyar Honvédség is alkalmazza. Gyakran feltűnik polgári terepjáró személygépkocsikra szerelve afrikai és közel-keleti konfliktusokban.

## Műszaki jellemzői
A fegyver gázelvételes, rövid csőhátrasiklásos, forgó zárfejes rendszerű. A zármozgás kényszer-ferdepályákon acélgörgők segítségével történik. A csőfurat keménykrómozott a kisebb súrlódási ellenállás és a nagyobb élettartam érdekében, a cső léghűtéses. Az alkatrészek és fegyver-főelemek gyártása bonyolult, a fegyver karbantartása munkaigényes. Acélhevederből adogat, az adogatási irány – jobbról balra, vagy fordítva – megváltoztatható, egy heveder 40 töltény befogadására alkalmas, a hevederek egymással összekapcsolhatóak. A cső kézzel könnyen és gyorsan cserélhető.

## Típusváltozatok
- PKP – gyalogsági feladatok ellátására kifejlesztett változat (Pehotnij krupnokalibernij pulemjot)
- KPV – légvédelmi feladatok ellátására kifejlesztett változat (Krupnokalibernij pulemjot Vlagyimirova)
- KPVT – Harcjárművekbe és hadihajókra kifejlesztett típusváltozat. Elsütőszerkezete 27 V-os hálózati feszültségen üzemel, töltényadogatása igény szerint jobbról, vagy balról is megoldható, hevedere acél (Krupnokalibernij pulemjot Vlagyimirova tankovij)

## Lövedéktípusok
A 14,5×114 mm-es M41 típusjelű élestöltény teljesítménye közel kétszer nagyobb a .50 BMG-énél.
- B–32 – páncéltörő-gyújtó
- BZT – páncéltörő-fényjelző
- MDZ – gyújtó